# Куенка
Куенка (шп. Cuenca) је главни град истоимене покрајине Куенке у шпанској аутономној заједници Кастиља-Ла Манча.

## Становништво
Према процени, у граду је 2008. живело 54.600 становника.

| 1981.  | 1989.  | 1991.  | 2001.  | 2002.  |
| ------ | ------ | ------ | ------ | ------ |
| 41.791 | 42.817 | 46.047 | 46.491 | 46.341 |

## Партнерски градови
- Л’Аквила
- Ронда
- Пласенсија

### Музеји
- Sobre la Fundación Antonio Perez